# Huveröd
Huveröd är en by i Ucklums socken Stenungsunds kommun i Bohuslän. År 1990 avgränsade SCB bebyggelse vid sjön Stora Hällungen en kilometer väster om själva byn Huveröd till en småort med detta namn.